# 江藤博樹
江藤 博樹（えとう ひろき、4月25日 - ）は、日本の男性声優。神奈川県出身。プロダクション・エース所属。

## 人物
酒を愛する。酒全般何でも飲むが、よく飲むのはハイボール。つまみは梅水晶を特に好む。

## 出演

### テレビアニメ
2010年
- おまもりひまり（客、過去の鬼斬り役）
- そらのおとしものf（八百屋）

2011年
- いつか天魔の黒ウサギ（生徒、おっさん）
- これはゾンビですか?（ファン）
- デッドマン・ワンダーランド（大竹、墓守隊員）
- マケン姫っ!（2011年 - 2014年、犯人、ヤラレ役）

2012年
- エリアの騎士（U-16代表、泊山学園5番）

2013年
- ブラッドラッド（ゾンビ2号、仲間A）
- 問題児たちが異世界から来るそうですよ?（不良B）

2015年
- 新妹魔王の契約者（不良A、清斗、堂上翔平、魔物、兵士、客） - 2シリーズ
- ドラえもん（テレビ朝日版第2期）（2015年 - 2017年、鮮魚店主、兵士、代官）

2017年
- CHAOS;CHILD（収容所の男）
- 忍たま乱太郎（旅人、兵）

2018年
- クレヨンしんちゃん（2018年 - 2021年、サバゾンビ、漫才師A、シェフA、大道芸人、イル・マートン）

### OVA
- デッドマン・ワンダーランド（2011年、チンピラ）

### ゲーム
- 涼宮ハルヒの追想（2011年）
- コール オブ デューティ ゴースト（2013年）[3]
- The Elder Scrolls Online（2014年、ミンダル、キシ、癒せし手 他）
- LEGO マーベル スーパー・ヒーローズ ザ・ゲーム（2015年、ロキ、他[4]）
- レインボーシックスシージ (2015年、スモーク)
- キヲクロスト（2016年 - 2019年、竹下トオル）
- 逆転オセロニア（2017年、クロノダイル）
- Fallout 76（2018年)
- JUDGE EYES:死神の遺言（2018年、益子)

### 吹き替え

#### 映画
- 悪魔を見た
- アダルトボーイズ 遊遊白書（カート・マッケンジー〈クリス・ロック〉）
- アパートメント:143（霊媒ヘーゼルタイン）
- インタープラネット（リーフ）
- エルム街の悪夢
- 海角七号 君想う、国境の南（アチン）
- カリフォルニア・ディストラクション（ニック〈ジェイソン・ウッズ〉）
- 96時間/リベンジ
- クライムダウン（ロブ）
- クロッシング（Kロック）
- コロンビアーナ（エミリオ・レストレポ〈クリフ・カーティス〉）
- 声をかくす人（ホルト〈ダニー・ヒューストン〉）
- サバイバル・シティ（キャル）
- サロゲート（ストリックランド）
- シークレット・サークル
- シャークネード カテゴリー2（マーティン・ブロディ〈マーク・マクグラス〉）
- ジョナ・ヘックス（バーク〈マイケル・ファスベンダー〉）
- ステイ・フレンズ
- タイタニック 愛と偽りの航海
- デス・スピード（オーエン）
- ノトーリアス・B.I.G.（プリモ）
- バイオハザードIII ※テレビ朝日版
- ビバリーヒルズ・チワワ2
- ファイナル・デイ（ターナー）
- フラッシュ・ゴードン
- ベイビー・ドライバー（2018年、バッツ〈ジェイミー・フォックス〉[5]）
- メカニック（レイモンド）
- ロシアン・ルーレット（マヒマ）
- ロビン・フッドシリーズ2
- ワイルド・スピード MAX ※テレビ朝日版

#### テレビドラマ
- 蒼のピアニスト（オ秘書）
- ALPHAS/アルファズ
- イニョプの道（プンイ）
- ウォーキング・デッド シーズン3 - 11（ゲイブリエル・ストークス神父〈セス・ギリアム〉、サイモン〈スティーブン・オッグ〉）
- NCIS 〜ネイビー犯罪捜査班
- NCIS:LA 〜極秘潜入捜査班
- 王女の男（ハムギ）
- 階伯〔ケベク〕（モッキョン）
- コールドケース6
- コールドケース7 ザ・ファイナル
- シティーハンター in Seoul
- CSI:マイアミ8
- ゾウズ・フー・キル 殺意の深層
- ゾンビバース（ノ・ホンチョル）
- チャームド 〜魔女3姉妹〜
- テラノバ/Terra Nova
- トキメキ☆成均館スキャンダル（ビョンチュン、大司成）
- HAWAII FIVE-0
  - シーズン2 #19
  - シーズン3 #17（アイザイヤ）
  - シーズン6 #12（ティム・リチャーズ）
- 反撃のレスキュー・ミッション
- バーン・ノーティス 元スパイの逆襲
- リゾーリ&アイルズ ヒロインたちの捜査線
- レディプレジデント〜大物（オ・ジェボン）
- 私のオオカミ少年（ジテ）
- ヘチ　王座への道（チュ・ヨンハン）
- 負けたくない!（コ・キチャン）
- ランニング・ポイント （ネス〈スコット・マッカーサー〉)

#### アニメ
- おかしなガムボール（バナナ・ジョー、スモール先生）
- 怪奇ゾーン グラビティ・フォールズ（ロビー）
- てのひらヒーロー アトミック・パペット
- マジック・スクール・バス（ネットフリックス版）（シードプロット先生）
- ミクセル（ニクセル隊長役ほか）
- モンスター・イン・パリ 響け!僕らの歌声（アルバート）

### 特撮
- ウルトラゾーン（ニュースの声）

### ドラマCD
- ヘタリア キャラクターソングCD 中国